# Agamopus unguicularis
Agamopus unguicularis là một loài bọ cánh cứng trong họ Bọ hung (Scarabaeidae).